# Сысуев, Василий Алексеевич
Василий Алексеевич Сысуев (род. 14 февраля 1948, Омеличи, Кировская область) — российский учёный в области механизации животноводства, кормопроизводства и переработки озимой ржи.
Директор НИИ сельского хоз-ва Северо-Востока им. Н. В. Рудницкого (ФГБНУ «НИИСХ Северо-Востока»), руководитель Северо-Восточного регионального научного центра (СВРАНЦ), научный руководитель Федерального аграрного научного центра Северо-Востока имени Н. В. Рудницкого (ФАНЦ Северо-Востока).

## Биография
Родился в д. Омеличи Котельничского р-на Кировской обл.
Окончил Кировский СХИ (1972), инженер-механик сельского хозяйства. Затем работал инженером в колхозе. С 1976 года аспирант, в 1979—1984 гг. ассистент кафедры механизации животноводства альма-матер. После окончания аспирантуры защитил кандидатскую диссертацию. В 1984—1988 гг. на партработе. С 1988 года заместитель директора по научной работе, с 1990 г. гендиректор научно-производственного объединения «Луч». Одновременно с 1988 года в НИИСХ Северо-Востока: зав. отделом механизации, с 1990 г. директор, также председатель его диссовета. С 1996 г. председатель президиума Северо-Восточного регионального научного центра. Руководитель селекционного центра (ассоциации) по среднерусской породе медоносных пчел. С 2018 года научный руководитель Федерального аграрного научного центра Северо-Востока имени Н. В. Рудницкого.
Главред научного журнала «Аграрная наука Евро-Северо-Востока».
Являлся членом президиума РАСХН (с 1997 г.).
В 1994 году защитил докторскую диссертацию.
Заслуженный деятель науки РФ(2003). Почётный гражданин (2004) родного Котельничского р-на Кировской обл..
Лауреат премии комсомола Кировской области за разработку принципиально новой конструкции и изготовление дробилки-измельчителя кормов.Лауреат Премии Дружбы правительства Китая-высшей награды для иностранных специалистов(2021).
Женат.
Опубликовал более 530 научных трудов, в том числе 80 за рубежом. Имеет 100 авторских свидетельств и патентов на изобретения.